# Lennox-King Glacier
Lennox-King Glacier är en glaciär i Antarktis. Den ligger i Östantarktis. Nya Zeeland gör anspråk på området. Lennox-King Glacier ligger 7 meter över havet.
Terrängen runt Lennox-King Glacier är varierad. Lennox-King Glacier ligger nere i en dal. Trakten är obefolkad. Det finns inga samhällen i närheten.